# Lijst van nagerechten
Dit is een lijst van nagerechten.

## A
- Aardbeien
- Affogato
- Anmitsu
- Appeltaart
- Appelmoes (met beschuitkruimels en slagroom)
- Appelplaatcake

## B
- Baba au rhum
- Baklava
- Banana split
- Bananenvla
- Bavarois
- Berlinerbol
- Brownie

## C
- Chocolademousse
- Clafoutis
- Cranachan
- Crema catalana
- Crème brûlée
- Crêpe suzette
- Croquembouche
- Custard

## D
- Dame blanche
- Dulce de leche

## E
- Eton mess

## F
- Flensjes
- Fraises Wilhelmine
- French coffee
- Fruit

## G
- Gortepap
- Griesmeelpap - en pudding

## H
- Haagse bluf
- Hangop
- Hemelse modder

## I
- Irish coffee

## K
- Karamel
- Kaiserschmarren
- Karnemelkse bloempap
- Knoedel
- Kolonel
- Krentjebrij
- Kwark

## N
- Natas do Céu

## O
- Oranjevla

## P
- Panna cotta
- Pannenkoekjes
- Pap
- Patbingsu
- Pêche melba
- Poffertjes
- Poire belle Hélène
- Pudding
- Parfait

## R
- Rijstebrij
- Roomijs

## S
- Schaafijs
- Slagroom
- Soesje
- Sorbet
- Spekkoek
- Spotted dick
- Sundae (ijs)

## T
- Taart
- Tartufo (roomijs)
- Tiramisu
- Tjendol
- Trifle

## V
- Vla
- Vlaflip
- Vruchtensalade

## W
- Watergruwel

## Y
- Yoghurt
- Yoghurtijs

## Z
- Zabaglione